# 有效扩散系数
有效擴散系數（也被稱作表觀擴散系數）是描述固態多晶硅材料 (如金屬及其合金等) 中原子擴散的一個概念，通常是被描繪成一個加權平均的晶界擴散系數與晶格擴散系數的比值。分子擴散是由於混合組分中存在濃度梯度而由分子熱運動引起的擴散傳質過程。當擴散通道受限或曲折時，有效擴散系數會隨之發生變化。
例如石墨的有效擴散系數公式如下，以下公式的ε為石墨孔隙率。τ為迂曲率，即兩點之間分子經過的實際距離與最短距離之比。Db,i為組分i的分子擴散系數。DKn,i為組分i的努特森擴散系數。
{\displaystyle D_{\mathrm {eff} ,i}={\frac {\varepsilon }{\tau }}\left({\frac {1}{D_{\mathrm {b} ,i}}}+{\frac {1}{D_{Kn,i}}}\right)^{-1}}
然而有學者提出的修正公式如下，Vmicro和Vnano分別為μm尺度大孔和nm尺度小孔的體積佔比。
{\displaystyle D_{\mathrm {eff} ,i}={\frac {\varepsilon }{\tau }}\left({\frac {1}{D_{\mathrm {b} ,i}V_{\mathrm {mirro} }}}+{\frac {1}{D_{Kn,i}V_{\mathrm {nano} }}}\right)^{-1}}